# فردریک بلنتاین
فردریک بلنتاین (انگلیسی: Frederick Ballantyne؛ زادهٔ ۵ ژوئیهٔ ۱۹۳۶ – درگذشته ۲۳ ژانویه ۲۰۲۰) یک سیاست‌مدار اهل سنت وینسنت و گرنادین‌ها بود.